# シラヒゲウニ
シラヒゲウニ（白髭海栗、 Tripneustes gratilla (Linnaeus, 1758) ）は、大柄なウニ類の1種。短い棘には朱っぽいものと白いものが混じる。沖縄、奄美では食用とされる。

## 特徴
直径は大きいものでは10cmまで、高さは6cmにも及ぶ大型種。殻は丸みのある五角形で、口側（下側）は平らで、上側は円錐形。歩帯の幅が広く、その中央部が反口側では間歩帯の中央部と共に裸出する。管足は三縦列、大棘は四縦列。間歩帯では大棘が八十列以上あるものの、様々な大きさの棘が入り交じって不明瞭。大棘は短くて先端はとがり、白または赤褐色で、これらの色の違う棘の列が歩帯と間歩帯の配置に対応して縦列をなす。

## 分布と生息環境
インド太平洋の熱帯海域に広く分布し、沖縄では普通、日本では南岸部に見られる。潮間帯から潮下帯に生息する。産卵期は7月上旬から8月まで。沖縄ではタイドプールやラグーンの砂質の海底に多く、体の上に木の葉や貝殻を貼り付けていることが多い。
ただし岡田他(1965)では紀伊半島以南だが相模湾に希産、とある。西村編著(1995)では房総半島、相模湾（希）以南としている。

## 利害
沖縄で食用として漁獲される唯一のウニである。1975年のピーク時には2200トンあった沖縄県での年間漁獲量は、乱獲や海水温の上昇などで2014年以降は1トン未満が続いている。
現在では種苗の人工生産も行われている。沖縄県栽培漁業センターでは、たとえば平成24年度には3回出荷し、その総数は23万3千個体であった。また完全陸上養殖も開始されている。
他方、近縁のラッパウニ Toxopneustes pileolus (Lamarck, 1816) と同様に叉棘に毒があるが、滅多に被害はない。食用の生殖腺を取る際に混入して被害を与える例が希にある。2008年の沖縄県における海洋動物の被害状況報告では、本種によるものが1例だけ取り上げられている。